# 克雷格·费格斯
克雷格·费格斯（英語：Craig Ferguson，1962年5月17日—），又译克雷格·费格森，蘇格蘭出身的美国CBS晚间娱乐节目《深夜秀》的主持人，他另外还是喜剧演员、电视制片人和电视剧本作家。

## 个人
克雷格出生于苏格兰的格拉斯哥，长大后他居住于伦敦七年，在此期间他加入了一个比较小的乐队，为鼓手。乐队解散后他返回苏格兰，成为了一个看门人以及男招待员。而后，他多次来到了美国纽约、旧金山这两个城市，有了多种经历。目前为CBS晚间娱乐节目《深夜秀》的主持人。